# Myosoton aquaticum
Myosoton aquaticum es la única especie del género monotípico Myosoton de la familia Caryophyllaceae. Es natural de las regiones templadas de  Europa y Asia. 

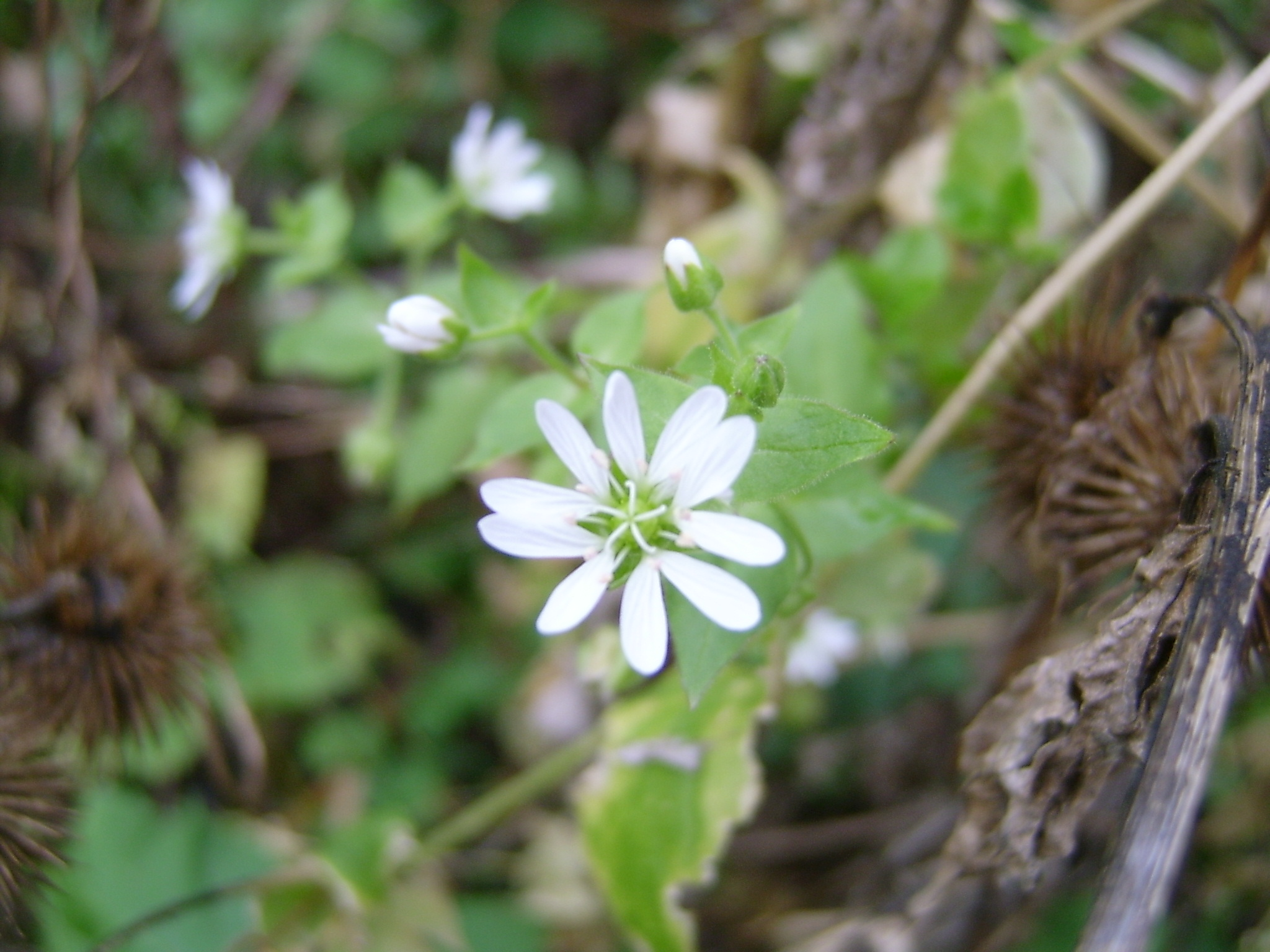
Detalle de la flor

## Descripción
Son plantas herbáceas perennes con rizoma. Los tallos ascendentes simples o ramificados con hojas sésiles y ovadas. Las flores hermafroditas se agrupan en inflorescencias con flores con cinco sépalos verdes y cinco pétalos blancos.  El fruto es una cápsula con 50-100 semillas.

## Taxonomía
Myosoton aquaticum fue descrito por (L.) Moench y publicado en Methodus Plantas Horti Botanici et Agri Marburgensis : a staminum situ describendi 225. 1794.
Sinonimia
- Alsine aquatica (L.) Britton
- Alsine uliginosa Vill.
- Cerastium aquaticum L.
- Cerastium aquaticum (L.) Fr.
- Cerastium deflexum Ser.
- Cerastium maximum Gilib.
- Cerastium petiolare Hance
- Cerastium scandens Lej.
- Larbrea aquatica (L.) Ser.
- Malachium aquaticum (L.) Fr.
- Malachium calycinum Willk.
- Myosanthus aquaticus (L.) Desv.
- Stellaria aquatica (L.) Scop.[2]